# Argir
Argir est un village des îles Féroé, situé au sud de Tórshavn, ville avec laquelle Argir a fusionné en 1997.
L'église d'Argir a été construite en 1974. Le village abritait au XVIe siècle une léproserie. Cependant, après l'éradication de la lèpre en 1750, l'hôpital a été transformé en maison pour les pauvres.
Ces dernières années, de plus en plus de maisons ont été construites à Argir et le village s'est développé haut dans les collines. La partie sommitale de Argir est maintenant loin de Tórshavn.

## Sports
Équipe de football du AB (Argja Bóltfelag).